# François Caravaque
François Caravaque (ou Garavaque, parfois Carravaque) est un sculpteur français né à Toulon en 1658, et mort à Marseille en 1698.

## Biographie
François Caravaque est le fils de Jean I Caravaque (connu de 1642 à 1675), qui se fait appeler maître sculpteur, a travaillé en 1655 à l'église de La Valette sur un retable dont Pierre Puget a peint les tableaux et le petit-fils de Louis Caravaque (vers 1610-1665). qui a travaillé à la décoration de la chapelle du Corpus Christi de la cathédrale de Toulon.
François Caravaque va se former à Paris dans l'atelier de François Girardon et obtient le second Prix de sculpture de l’Académie royale de peinture et de sculpture le 24 octobre 1674. Le 6 avril 1675, l'Académie confirme les prix en peinture et en sculpture pour les années 1673 et 1674. Elle reconnaît que les étudiants récompensés, Louis de Boullogne, Pierre Toutain, Jacques Montgobert (peintres), Louis Le Conte, Jean Cornu, Anselme Flamen, Jacques Prou et François Caravaque (sculpteurs) sont en état d'aller à Rome quand le roi le décidera mais finalement décide que Mongobert, Prou et Caravaque doivent continuer leurs études à Paris.
Il retourne ensuite à Toulon avant de s'installer à Marseille où il prend la direction de l'atelier de sculpture de l'arsenal des galères de Marseille. Il a travaillé sur le décor de la galère Réale. Il réalise plusieurs œuvres à Marseille. Il signe comme témoin, le 30 novembre 1694, le dernier testament de Pierre Puget. Il soumissionne en 1696 pour la décoration pour la nouvelle façade de la cathédrale de Toulon, mais le travail est confié au sculpteur Albert Duparc qui est l'auteur des plans. Il offre alors aux consuls de réaliser tous les ouvrages d'architecture et de sculpture pour 11 500 livres, mais sans succès.

## Famille
- Louis Caravaque (vers 1610-Toulon, mai 1665), avec Madeleine de Cugis,
  - Jean I Caravaque (vers 1630-Marseille, 1675), marié avant 1654 avec Marguerite Guillibert (morte en 1675). Il s'était fait construire en 1673 une maison à Marseille[9],
    - Madeleine Caravaque (vers 1655-1725)
    - Joseph Caravaque
    - François Caravaque (Toulon, 1658-Marseille, 1698)
    - Dominique Caravaque
- Louis Caravaque (vers 1610-Toulon, mai 1665), sculpteur, marié avec Anne de Tassy (morte en 1669),
  - Jean-Baptiste Caravaque (Toulon, 1630-1709), sculpteur, conducteur des ouvrages de menuiserie des galères et des bâtiments de l'arsenal, a épousé en 1669 Claire Puget (1655-1709), fille de Gaspard Puget frère de Pierre Puget,
    - Jean II (ou III) Caravaque ou Garavaque[10],[11],[12],[13],[14],[15],[16], marié avec Catherine Bayle (morte en 1754),
    - Joseph François Garavaque (1680-1758), inspecteur de la menuiserie et des bois de l’arsenal de Marseille et ingénieur de la Marine, marié en premières noces, en 1710 à Marseille avec Agnès Boisson, puis en secondes noces avec Madeleine Bertin (morte en 1776)
      - Pierre Paul Marie Garavaque (mort à La Calle, Algérie, en 1779), député de la Chambre de Commerce, gouverneur des Etablissements Français à La Calle, marié en 1776 avec Catherine Marseille Latil (vers 1749-1818),
        - Claire Joséphine Garavaque (1777-1856), mariée en 1796 avec Gabriel Mathieu Simond de Moydier (1760-1838), intendant de la Marine à Brest[17]
        - Antoine Laurent Marie Garavaque (1778-1836), était major au 10e dragons et a été fait chevalier de l'Empire le 2 septembre 1810, officier de l'ordre royal de la Légion d'Honneur,

      - Joseph François Garavaque (Marseille, 1728, ingénieur de la Marine et de l’Armée,

    - Louis Caravaque (1681-1754), peintre à la cour de Pierre le Grand, marié avant 1716 avec Marguerite Guillaume.

  - Louis Caravaque, sculpteur